# Gamera the Brave
Gamera the Brave (jap. 小さき勇者たち〜ガメラ Chiisaki Yūsha-tachi Gamera) – japoński film typu kaijū z 2006 roku w reżyserii Ryūty Tasakiego. Dwunasty film z serii o Gamerze.

## Fabuła
W 1973 roku młody chłopak imieniem Kousuke ewakuuje swój dom, który jest atakowany przez trzy nietoperzopodobne potwory Gyaosu, do czasu, gdy łagodny potwór przypominający żółwia o imieniu Gamera interweniuje, by zyskać czas na ewakuację. Nie mogąc zabić wszystkich Gyaosów, Gamera poświęca się w zdolności do samozniszczenia, aby zakończyć zagrożenie ze strony Gyaos na dobre, tak jak Kousuke obserwuje z brzegu.
33 lata później, w 2006 roku, Kousuke jest dorosłym mężczyzną i wdowcem wychowującym swojego syna Toru. Toru ma przyjaciół, ale boi się, że zostanie sam, ponieważ nękają go wspomnienia zmarłej matki i ciężko pracujący na utrzymanie rodziny Kousuke. Obawy Toru wzmagają się, gdy jego przyjaciółka i sąsiadka Mai musi przejść niebezpieczną operację serca. Kiedy jego pozostali przyjaciele, Katsuya i Ishimaru, zabierają go na zwiedzanie, aby spróbować go pocieszyć, Toru odkrywa niezwykłe jajko na czerwonym kamieniu w tym samym miejscu, w którym Gamera uległ autodestrukcji dziesiątki lat temu. Z jajka wykluwa się mały żółw, który Toru nadał przydomek Toto, jak nazywała go jego matka. Toto zaczyna wykazywać niezwykłe zdolności, takie jak wysoka inteligencja, lewitacja i oddychanie małymi seriami ognia i wzrost w szybkim tempie.

## Obsada
- Ryo Tomioka – Toru Aizawa[2]
- Kaho – Mai Nishio[2]
- Kanji Tsuda – Kousuke Aizawa[2]
- Susumu Terajima – Osamu Nishio[2]
- Shingo Ishikawa – Ishimaru
- Shogo Narita – Katsuya
- Toshinori Sasaki –
  - Toto,
  - Gamera
- Mizuho Yoshida – Zedus